# Kramkówka Duża
Kramkówka Duża is een dorp in de Poolse woiwodschap Podlachië. De plaats maakt deel uit van de gemeente Goniądz en telt 80 inwoners.